# Beichlingen
Beichlingen è una frazione della città tedesca di Kölleda, nel Land della Turingia.

## Storia
Il 1º gennaio 2019 il comune di Beichlingen venne aggregato alla città di Kölleda.